# نملة (صعدة)
نمله هي إحدى قرى الجمهورية اليمنية. تتبع جغرافيا لمحافظة صعدة و إداريًا لمديرية منبة. يبلغ تعداد سكانها 1582 نسمة حسب الإحصاء الذي أجري عام 2004.